# 積分常數
積分常數是（英語：Constant of integration）指在微積分中，函數的不定積分表示式中會出現的一個待定常數，一般會用 {\displaystyle C} 表示，一函數的反導數有無窮多個，但其中除了積分常數不同外，其餘部份均相同。

## 簡介
任何常數函數的導數均為零，因此只要發現一個函數的反導數{\displaystyle F(x)}，因為{\displaystyle (F(x)+C)'=F\,'(x)+C\,'=F\,'(x)}，加上或減去一常數 {\displaystyle C} 後的函數也是反導數，積分常數可用來表示任何函數均有無限個不同的反導數。
例如，假設需要求得 {\displaystyle \cos(x)}的反導數，{\displaystyle \sin(x)}、{\displaystyle \sin(x)+1}及{\displaystyle \sin(x)-\pi }的導數都是{\displaystyle \cos(x)}，因此都是{\displaystyle \cos(x)}的反導數。
同一個函數可以有許多的反導數，而這些反導數之間只相差一個常數，因此若要列出 {\displaystyle \cos(x)}所有的反導數，可以用以下的通式：
{\displaystyle \int \cos(x)\,dx=\sin(x)+C.}
{\displaystyle C} 即為積分常數，利用下式可以確認這些函數的確都是{\displaystyle \cos(x)}的反導數：
{\displaystyle {\begin{aligned}{\frac {d}{dx}}[\sin(x)+C]&={\frac {d}{dx}}[\sin(x)]+{\frac {d}{dx}}[C]\\&=\cos(x)+0\\&=\cos(x)\end{aligned}}}
若利用線性代數的描述方式，微分算子可將k+1維的向量映射到k維的空間中，因此其反運算（積分）會多一個待確定的條件。

## 積分常數的必要性
積分常數可以設為0，而且利用微積分基本定理計算定積分時，積分常數會互相抵消，積分常數看似沒有必要。
不過試圖將積分常數設為0的作法不一定合理，例如{\displaystyle 2\sin(x)\cos(x)}可以用以二種方式積分：
{\displaystyle {\begin{aligned}\int 2\sin(x)\cos(x)\,dx&=&\sin ^{2}(x)+C&=&-\cos ^{2}(x)+1+C\\\int 2\sin(x)\cos(x)\,dx&=&-\cos ^{2}(x)+C&=&\sin ^{2}(x)-1+C\end{aligned}}}
即使將 {\displaystyle C} 設為0，仍然有些積分表示式中會出現常數，也就是說有些函數不存在一種最簡單的反導數。
使用積分常數的另一個原因，是有時會需要反導數在特定點為某特定值，就像是初值問題的情形一様。例如要求出{\displaystyle \cos(x)}的反導數，且 {\displaystyle x=\pi } 時的值為100，此時 {\displaystyle C} 只有一個數值才能滿足此條件（此例中 {\displaystyle C=100}）。
上述限制可以用微分方程的形式來描述：求解一個函數{\displaystyle f(x)}的反導數也就是求解微分方程{\displaystyle {\frac {dy}{dx}}=f(x)}。任何微分方程都有許多的解，每一個解都是一個良態初值問題的唯一解。上一段的問題中 {\displaystyle x=\pi } 時的值為100即為初始條件。每一個初值問題對應一個唯一的 {\displaystyle C} 值，若沒有積分常數 {\displaystyle C}，許多初值問題就無法求解。

## 不同反導數之間只差一個常數的原因
原因可以用以下定理來表示：令{\displaystyle F:\mathbb {R} \rightarrow \mathbb {R} }及{\displaystyle G:\mathbb {R} \rightarrow \mathbb {R} }為二個處處可微的函數。假設對於所有的實數 {\displaystyle x}，{\displaystyle F\,'(x)=G\,'(x)}都成立，則存在一實數 {\displaystyle C} 使得對於所有的實數 {\displaystyle x}，{\displaystyle F(x)-G(x)=C}皆成立。
若要證明此式，由於{\displaystyle [F(x)-G(x)]'=0}，因此以下用 {\displaystyle F-G} 來代替 {\displaystyle F}，而用常數函數0來代替 {\displaystyle G}，待證明為一個處處可微，導數恆為0的函數一定是常數：
選擇一實數 {\displaystyle a}，令{\displaystyle C=F(a)}。針對任意的 {\displaystyle x}，依照微積分基本定理可得
{\displaystyle {\begin{aligned}\int _{a}^{x}0\,dt&=F(x)-F(a)\\&=F(x)-C,\end{aligned}}}
因此可得{\displaystyle F(x)=C}，因此F為常數函數。
證明過程中，有二個條件相當重要。首先，實數數線為連通空間，若實數數線不是連通空間，就無法從固定的 {\displaystyle a} 點積分到任意的 {\displaystyle x} 點。例如一函數只在 {\displaystyle [0,1]} 及 {\displaystyle [2,3]} 的區間有定義，而 {\displaystyle a} 為0，因為函數在1到2之間沒有定義，不可能從0積分到3。此時會有二個常數，分別對應定义域中的二個連通空間。一般而言，若將常數改為局部常數函數s，可以將此定理延伸到不連通的空間中。例如{\displaystyle \textstyle \int dx/x}有二個積分常數，而{\displaystyle \textstyle \int \tan x\,dx,}有無限個積分常數。{\displaystyle {\frac {1}{x}}} 積分的一般式為：
{\displaystyle \int {1 \over x}\,dx={\begin{cases}\ln \left|x\right|+C^{-}&x<0\\\ln \left|x\right|+C^{+}&x>0\end{cases}}}
再者，{\displaystyle F} 和 {\displaystyle G} 的條件需是處處可微的函數，若 {\displaystyle F} 及 {\displaystyle G} 在某一點不可微，則以上定理不成立。例如令{\displaystyle F(x)}单位阶跃函数，在 {\displaystyle x} 負值時為0，在 {\displaystyle x} 非負時為1，令{\displaystyle G(x)=0}。{\displaystyle F} 在有定義導數的區域，其導數為0，{\displaystyle G} 的導數恆為0，但 {\displaystyle F} 及 {\displaystyle G} 不只差一個常數而已。
甚至假設 {\displaystyle F} 及 {\displaystyle G} 為處處連續，幾乎處處可微，則以上定理仍然不成立。康托函數和常數函數0就是這樣的例子。